# Новгород Северски
Новгород-Северски (на украински: Новгород-Сіверський) е град в Черниговска област на Украйна, административен център на Новгород-Сиверски район и градска община Новгород-Сиверски. Преди окрупняването на едноименния район през 2020 г. е бил негов център, но без да влиза в състава му, бивайки град с областно значение.
Градът е разположен на десния бряг на река Десна, на 270 км североизточно от Киев и на 60 км от украино-руската граница. Разстояние до град Чернигов с влак е 289 км, по шосе – 165 км, до Киев с влак – 332 км, по шосе – 305 км.
Празникът на града се чества на 16 септември.
С постановление на Върховния съвет на Украйна № 2426-III от 17 май 2001 г. „Относно промяна на границите на град Новгород-Сиверски в Новгород-Сиверски район на Черниговска област“ (на украински: Про зміну меж міста Новгород-Сіверський Новгород-Сіверського району Чернігівської області) селата Домотканив и Щуривка с обща площ от 386 хектара са присъединени към града, като така неговата обща площ нараства на 2 156 хектара.

## Население
- 1781 г. – 2038 души от мъжки пол (според Румянцевския опис)
- 1892 г. – 8115 (4235 мъже и 3880 жени)
- 1897 г. – 9 хиляди жители (украинци – 4884, евреи – 2941, руснаци – 1296)
- 1913 г. – 9,7 хил. жители
- 1959 г. – 11,5 хил. жители
- 1964 г. – 12 хил. жители
- 1974 г. – 13,5 хил. жители
- 1991 г. – 15,6 хил. жители
- 1996 г. – 16 хил. жители
- 2007 г. – 14,4 хил. жители
- 2009 г. – 14,2 хил. жители
- 2014 г. – 13.8 хил. жители
- 2020 г. – 12.8 хил. жители
- 2022 г. – 12,4 хил. жители.

## История
По време на разкопки в Новгород-Северски, извършени от експедиция на Нежинския държавен педагогически университет „Гогол“ под ръководството на доцент И. С. Кедун, в бивша каменна кариера, където преди това е бил добиван пясъчник, и при други разкопки под ръководството на Иван Пидопличко в края на 1940-те години, които водят до откриването на горен палеолит, археолози откриват граветски селище на първобитни хора от палеолитната епоха, където са намерени и животински кости, каменни инструменти, фрагмент от диафизата на раменната кост на подрастващ хомо сапиенс на възраст 10 – 12 години и три малки фрагмента на свода на човешки череп, по един от които има следи от рязане. Новгород-Северският палеолитен район включва селищата Пушкари I, Новгород-Северско, Чулатово, Мезин, Бужанка. Археолозите са открили и стъклени гривни от периода на Киевска Рус и писало от XII век, които са били използвани за надраскване на букви върху брезова кора или восъчни плочи.
Първото летописно споменаване на „новия град“ в земята на северняците (от където идва втората част от името на града) се съдържа в „Поучения за децата“ на Владимир Мономах.
От данните на археологическите проучвания следва, че в средата на X век градът вече е напълно оформен социален организъм – с княжески двор, храмове, солидни къщи на войни и занаятчии, с търговска зона – като всичко това обхваща града, крепост и равнина. Основата на икономиката на древния Новгород-Северски са занаятите, търговията, селското стопанство, скотовъдството, пчеларството, ловът и риболовът. На територията на града са открити доказателства за добре развито железарско и грънчарско производство.
Според археолозите първото укрепено селище на мястото на града се появява в края на X век по време на управлението на Владимир Святославич, въпреки че някои историци свързват основаването на Новгород-Северски със завладяването на Ярослав Мъдри през 1044 г. Историкът проф. В. А. Пархоменко отъждествява Новгород-Северски с Немогард, споменат отКонстантин Багренородони.
В продължение на много години градът остава отбранителен пост на Киев срещу куманите, вторият по важност град в Черниговското княжество.

### Новгород-Северско княжество
След Любешкия конгрес на князете през 1097 г. Новгород-Северски се превръща в център на обширно отделно княжество, семейно гнездо на рода Олговичи – активни участници във феодалните междуособици. В периода от 1097 г. до 1115 г. тук управлява княз Олег Гориславич (? – 1115 г.), внук на Ярослав Мъдри.
В периода от 1171 до 1198 г. княз е Игор Святославич. През 1171 г. той отива със своите северски отряди да се бие на половецка земя и печели знаменита победа в битката при река Каяла над половецките ханове близо до река Ворскла. През 1185 г. в Новгород-Северски е предприета втората, по-малко успешен поход на княз Игор Святославич срещу половците, спомената в много летописи, но станала широко известна благодарение на такова известно литературно произведение като „Слово за похода на Игор“. Около тези години в града започва каменно строителство (на територията на Спаския манастир).
В началото на XIII век Новгород-Северското княжество се разпада на няколко малки владения – Курск, Путивъл, Рилск, Трубчевск и други. Новгород-Северският отряд, воден от княз Изяслав Владимирович, внук на героя от „Слово за похода на Игор“, също се бие на река Калка.
След опустошението от монголите през 1239 г. Новгород-Северски принадлежи към Брянското княжество със столица град Брянск. По-късно градът става част от Великото литовско, руско и жемойтско княжество.
След 1377 г. северските земи са собственост на княз Корибут Олгердович, след 1395 г. – на княз Свидригайло. Новгород-Северски се споменава в летописа „Списък на руските далечни и близки градове“ (края на XIV век).
През 1454 г. великият литовски княз Кажимеж IV Ягелончик дава Новгород-Северски и Рилск „за изхранване“ на Иван Дмитриевич Шемякин (син на великия княз на Велико московско княжество Дмитрий Юрйевич Шемяка), който бил избягъл от Москва.

### Между Русия и Литва / Полско-Литовската държава
Синът на Иван Шемякин, Василий Иванович, заедно с Новгород-Северското княжество преминават в поданичество на московския княз Иван III. Преходът на редица православни, включително северски, князе от литовско поданичество в руско, провокира руско-литовската война от 1500 – 1503 г. След поражението на литовците в битката при Ведрош Северската земя официално преминава към руската държава според Благовещенското примирие от 1503 г. Василий Иванович изпада в немилост у Василий III през 1523 г., след което княжеството губи своята независимост. През 1535 и 1563 г. Новгород-Северски става цел на завоевателни походи на казаци, оглавявани от Михаил Вишневецки. След нападението на кримските татари през 1570 г. в града е разположен гарнизон.
През 1600 г. близо до Новгород-Северски за първи път се появява самозванец (Лъже-Дмитрий I), който се представя за син на княз Дмитрий. През 1604 г. в Новгород-Северската крепост воеводата Пьотър Басманов успешно отбранява града срещу армията на Лъже-Дмитрий I. През същата година се провежда битката при Новгород-Северски, в която Лъже-Дмитрий I побеждава царските войски, но градът така и не е превзет. По време на Руско-полската война от 1609 – 1618 г. Новгород-Северски е опожарен и разграбен от поляците. Според Деулинското примирие от 1618 г. северските земи стават част от Полско-Литовската държава.
По време на Смоленската война градът е обсаден и превзет от руски войски, но според условията на Поляновския мир отново става част от Полско-Литовската общност. По време на Въстанието на Хмелницки Новгород-Северски става част от Казашкото хетманство, което по-късно е анектирано от Руската империя. По време на Руско-полската война от 1654 – 1667 г., близо до село Пироговка край град Новгород-Северски, руските войски през 1664 г. побеждават армията на полския крал Ян II Кажимеж, който бил предприл военен поход срещу Левобережна Украйна. Според условията на Андрусовското примирие от 1667 г. Полско-литовската държава официално признава Новгород-Северски за принадлежност на Русия. През 1668 г. бунтовните левобережни казаци на хетман Иван Брюховецки унищожават гарнизона на царските съратници в Новгород-Северски, но скоро се връщат под руско поданичество.

### Нови и най-ново време
През 1781 – 1796 г. Новгород-Северски е административен център на Новгород-Северското наместничество (административна единица на Руската империя), след това градът е част от Малоруската губерния, а с нейното премахване (1802 г.) той влиза в състава на Черниговска губерния. По време на известното пътуване на Екатерина II до Крим в Новоросия, тя отсяда за дълго време в Новгород-Северски. В нейна чест със средства на търговци е построена Триумфалната арка в града (1786 г.). Императрицата дава поръчка на венецианския архитект Джакомо Кваренги, който бил неин приближен и творял в Русия, да построи нова манастирска катедрала на мястото на полуразрушената съществуваща тогава.
- Спасо-Преображенски манастир
- Преображенска катедрала
- Женска гимназия
- Музей на Спасо-Преображенския манастир
- Църква „Николай Чудотворец“
- Триумфална арка в Новгород-Северски

На 11 март 2014 г. народните депутати на Украйна подкрепят проект на постановление № 3878 за класифицирането на град Новгород-Северски в Новгород-Северски район на Черниговска област като град с областно значение. За съответното решение гласуват 238 депутати.
На 24 февруари 2022 г., по време на руската инвазия в Украйна, градът е окупирана от руски войски.

### Хронология на най-важните събития
- 988 г. е официалната дата на основаване на града
- 1078 – 79 – първата летописна новина за Новгород-Северски в „Поучение“ на Владимир Мономах към децата му.
- 1097 г. – „столичен град“ на династията Олговичи, център на обширно отделно княжество с градове като Курск, Трубчевск, Стародуб, Сновск, Рилск и Путивъл.
- 1185 г. – поход на новгород-северския княз Игор Святославич срещу половците
- 1239 г. – опустошаване на града от монголо-татари
- 1350 г. – градът попада под властта на Великото литовско княжество
- 1503 г. – градът попада под властта на Руската държава
- 1604 г. – защита на града от Лъже–Дмитрий I
- 1618 г. – градът пада под властта на Полско-литовската държава
- 1620 г. – градът получава магдебургски права
- 1632 г. – градът е превзет от руската войска, възглавявана от войводите Болтин и Еропкин
- 1634 г. – предаване на града на Полско-литовската държава според Поляновския договор
- 1635 г. – откриване на йезуитския колеж в града
- 1648 г. – освобождение на града от полско владичество
- 1649 г. – попадане под руско владичество и превръщане в седалище на стотня на Нижинския полк
- 1663 – става седалище на сотня на Стародубския полк
- 1664 г. – поражението на полско-литовската войска в битката при Пирогов в околностите на Новгород-Северски
- 1668 г. – щурм на града от въстаналите казаци на хетман Иван Брюховецки
- 1708 г. – защита на града от войските на Карл XII
- 1781 – Новгород-Северски става седалище на Новгород-Северското наместничество
- 1797 г. – уезден град на Малоруска губерния
- 1802 г. – уезден град на Черниговска губерния
- 1808 г. – откриване на Новгород-Северската мъжка гимназия
- 1875 г. – откриване на Новгород-Северската женска гимназия
- 1918 г. – установяване на съветска власт в града
- 1923 г. – град-център на район и окръг
- 1925 г. – център на Глуховски окръг
- 1927 г. – център на Конотопски окръг
- 1932 г. – център на район в Черниговска област
- 25 август 1941 г. – окупация на града от немски нацистки войски
- 16 септември 1943 г. – освобождение на града от немски нациствки войски
- 1991 г. – районен център на Черниговска област на Украйна
- 2014 г. – град с регионално значение в Черниговска област на Украйна.

## Религия
Преди Революцията от 1917 г. градът е имал четири дървени църкви (Благовещенска, Варваринска, Троицка и Николска), пет каменни църкви (Въскресенска, Илинска, Кръстовъздвеженска, Успенска катедрала и Спасо-Преображенска катедрала) и една синагога.
Монаси от Доминиканския орден се появяват в града през 1625 г. През XVII век в града е имало поне две римокатолически църкви: църквата „Св. Михаил“ и доминиканския храм на името на „Пресвета Богородица“, които са разрушени в средата на XIX век. Днес има три православни църкви Московската патриаршия, една от тях – катедралата Успение Богородично – действаща без прекъсване от 1671 г. насам. В града действа мъжкията Спасо-Преображенски манастир.
Има църковни общини на баптисти, адвентисти от седмия ден и Свидетели на Йехова. Открити гробища – две православни гробища и едно еврейско. Закрити гробища – едно православно и две еврейски.

## Икономика

### Промишленост
В града работи завод за сирене, хлебозавод, завод за строителни материали, зърнохранилище и две лесничества, мебелна мини-фабрика „Берест“.

## Забележителности

### Исторически места
- Спасо-Преображенски манастир с многобройни постройки от XVI – XVIII век, сред които централно място заема петкуполната катедрала в стила на класицизма (1791 – 1796 г., архитект Джакомо Кваренги).
- Градска катедрала „Успение Богородично“ е паметник на украински (казашки) барок (1671 – 1715 г.), свързан с топла връзка с по-късно построена камбанария (1820 г.). Архитектурата има много общо с Казашката катедрала в Стародуб.
- Дървена църква „Свети Никола“, построена през 1720 г. – ярък паметник на народното украинско занаятчийство.
- Триумфална арка (порта), издигната през 1786 – 87 г. по повод преминаването на императрица Екатерина II през града. Намира се на ул. Карл Маркс. Сводестият проход е ограден от двете страни с пилони с двуколонни портици от йонийския ордер. На пилоните между колоните са поместени щитове с гербовете на наместничеството (губернията).
- Търговски пасажи (построени през 1858 г.) – търговски пасажи със складове, които въпреки статута си на архитектурен паметник все още се използват по предназначение. В тях се търгува вече повече от 100 години подред.
- Дом на земството на Новгород-Северски[Бележка 2]
- Водонапорна кула, построена през 1901 г. с мозайка с изображения на Ленин и Сталин, създадени по-късно.

- Спасо-Преображенски манастир
- Спасо-Преображенски манастир
- Спасо-Преображенски манастир
- Казашката катедрала „Успение Богородично“
- Триумфалната арка
- Дървена църква „Свети Никола“
- Семинария